# Chevrolet Silverado
Chevrolet Silverado é uma picape de porte grande da Chevrolet. Foi lançada no Brasil em 1997 para substituir a D-20 e teve seu fim em 2001 com a decisão da GM de parar a fabricação de picapes e utilitários esportivos full-size e caminhões no Brasil e voltou em 2024 importada do México 
A Silverado vendida no Brasil era baseada na 4 geração da linha C/K series americana a mesma da C10 e D20, cujo modelo era a Chevrolet C-1500 que tinha sido lançada em 1987, que não tem relação com Silverado americana que pertence a outra família.
No ano de 2016 foi a segunda picape mais vendida no mundo, atingindo a marca de 640.237 unidades vendidas.
Em 2022, a General Motors anunciou que a nova geração da Silverado retornaria ao mercado brasileiro, após 23 anos fora do país.

## Historia

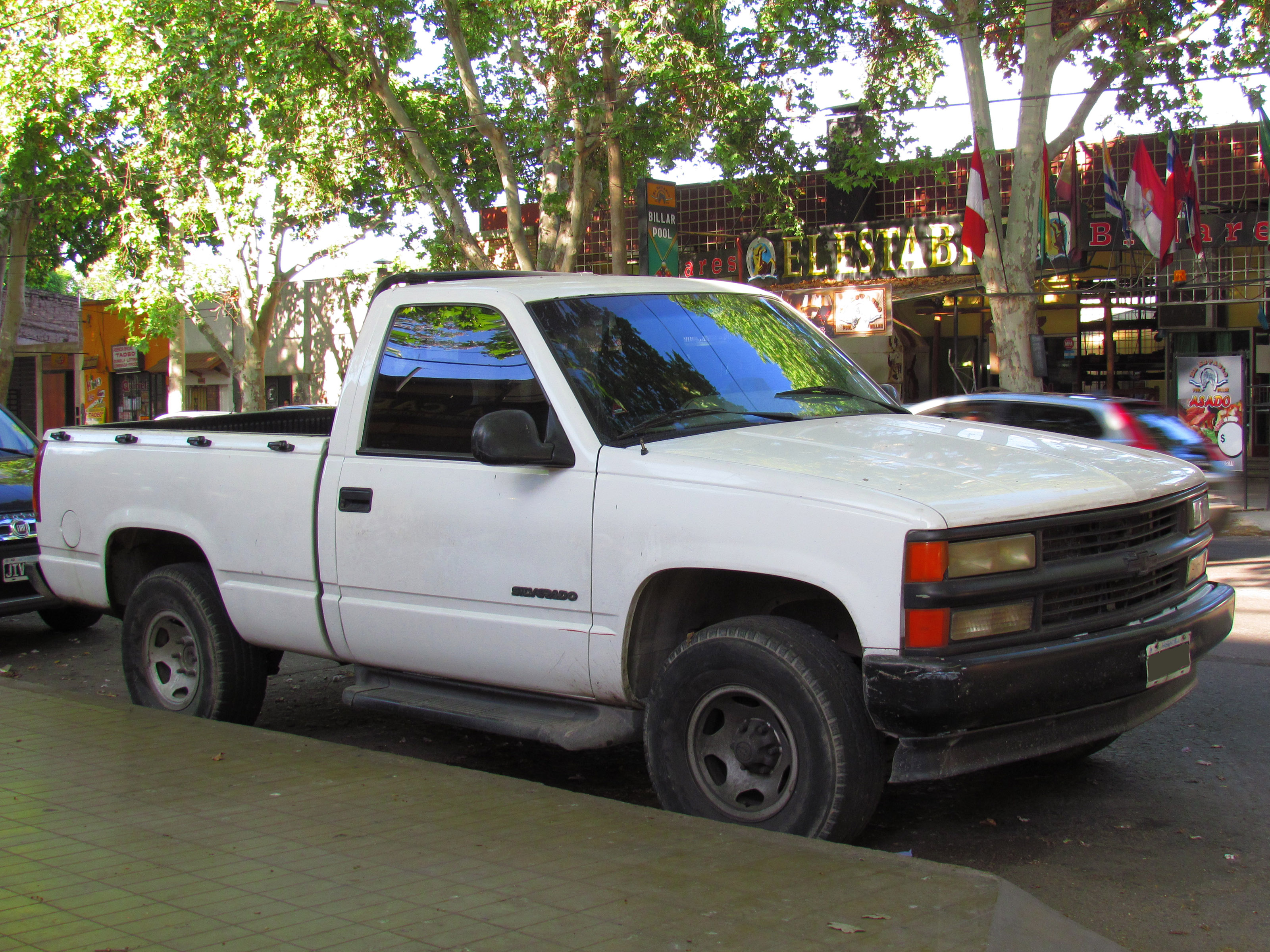
Geração única produzida no Brasil.

Fabricada inicialmente em Córdoba, Argentina para substituir as series 10/20 que se aposentaram em 1997 depois de décadas de serviços prestados, o mercado de picapes grandes se enfraquecia perante as picapes medias tais como a Toyota Hilux, Mitsubishi L200 e a Chevrolet S10.
Neste contesto a GM optou pela C-1500 chamando de Silverado, mais limitada em relação aos EUA, no Brasil optou-se por fabricar somente cabine simples, e 4 opções de motores e cambio manual e sem tração 4X4, chegando inicialmente em duas opções de acabamento uma simples e a DLX (versão de luxo) tendo duas edições limitadas Conquest de 1996 e Rodeio de 2001.
No fim da vida da geração, para economizar em custos, a GM transfere da Argentina para São José dos Campos, São Paulo a fabricação e chega a D20 Silverado no ano 2000, fabricada ate o fim em 2001, sem repetir o sucesso da concorrente Ford F-250.

## Versões[8]
- Silverado 4.1 Diesel Maxion S4, 128 km/h  de 1997 a 2000
- Silverado DLX 4.2 Diesel Turbo MWM, seis cilindros 164 km/h  de 1997 a 2000
- Silverado DLX 4.1 MPFI, seis cilindros 160 km/h  de 1997 a 2000
- Silverado D20 4.2 Diesel MWM Sprint 6.0T, seis cilindros 166 km/h de 2000 a 2001
- GMC 3500 HD 2000 a 2001 (versão mais simples para o trabalho)
- Grand Blazer 4.1 MPFI gasolina 1999 2001

## Silverado Americana

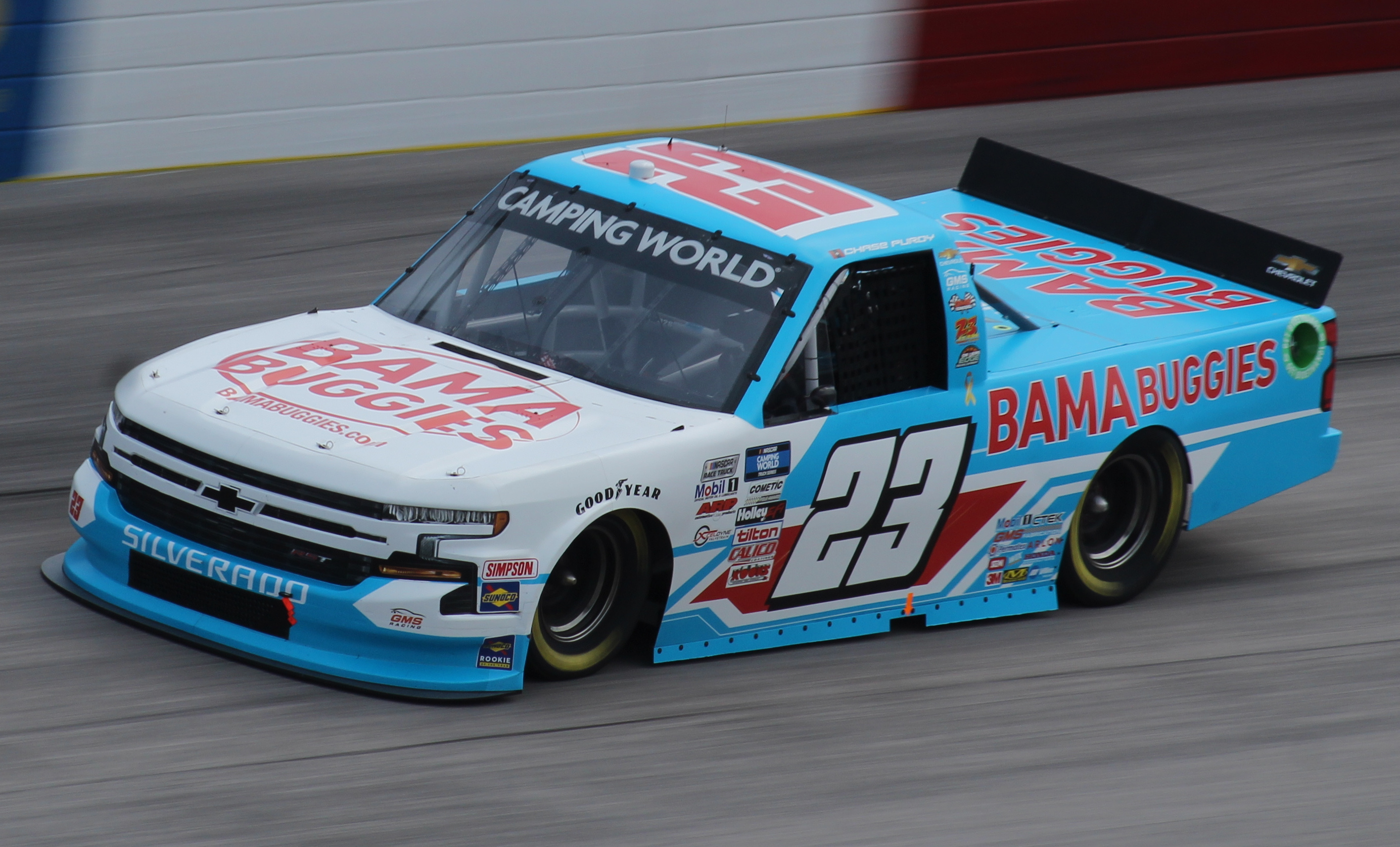
Silverado na NASCAR Truck Series.

Diferentemente da versão vendida no Brasil que pertencia a linha C/K, a Silverado vendida nos EUA era um modelo próprio GMT800 fabricada em 1998 como modelo 1999, substituta da linha C/K, atualmente ela esta na sua quarta geração, Seu modelo irmão GMC se chama Sierra, Antes o nome Silverado era  usado para designar a versão mais luxuosa das linha C/K.

## Outros Modelos

### Chevrolet Grand Blazer
A Chevrolet também trouxe a Grand Blazer para o Brasil na sua versão mais luxuosa, a DLX. Era na verdade a Chevrolet Tahoe com outro nome. Porém, o preço sofreu com a desvalorização do Real, o que fez com que a vendas se encerrassem em 2001.

### GMC 3500 HD
Veio também a GMC Sierra, que no Brasil ganhou o nome de GMC 3500 HD. Era uma versão mais simples para o trabalho.

## Galeria
- Primeira geração (1998-2007)
- Segunda geração (2006-2013)
- Terceira geração (2013-2018)